# Église Saint-Michel de Gand
L’église Saint-Michel (en néerlandais : Sint-Michielskerk) est un édifice religieux catholique de la ville de Gand, capitale de la province de Flandre-Orientale, en Belgique.

## Historique

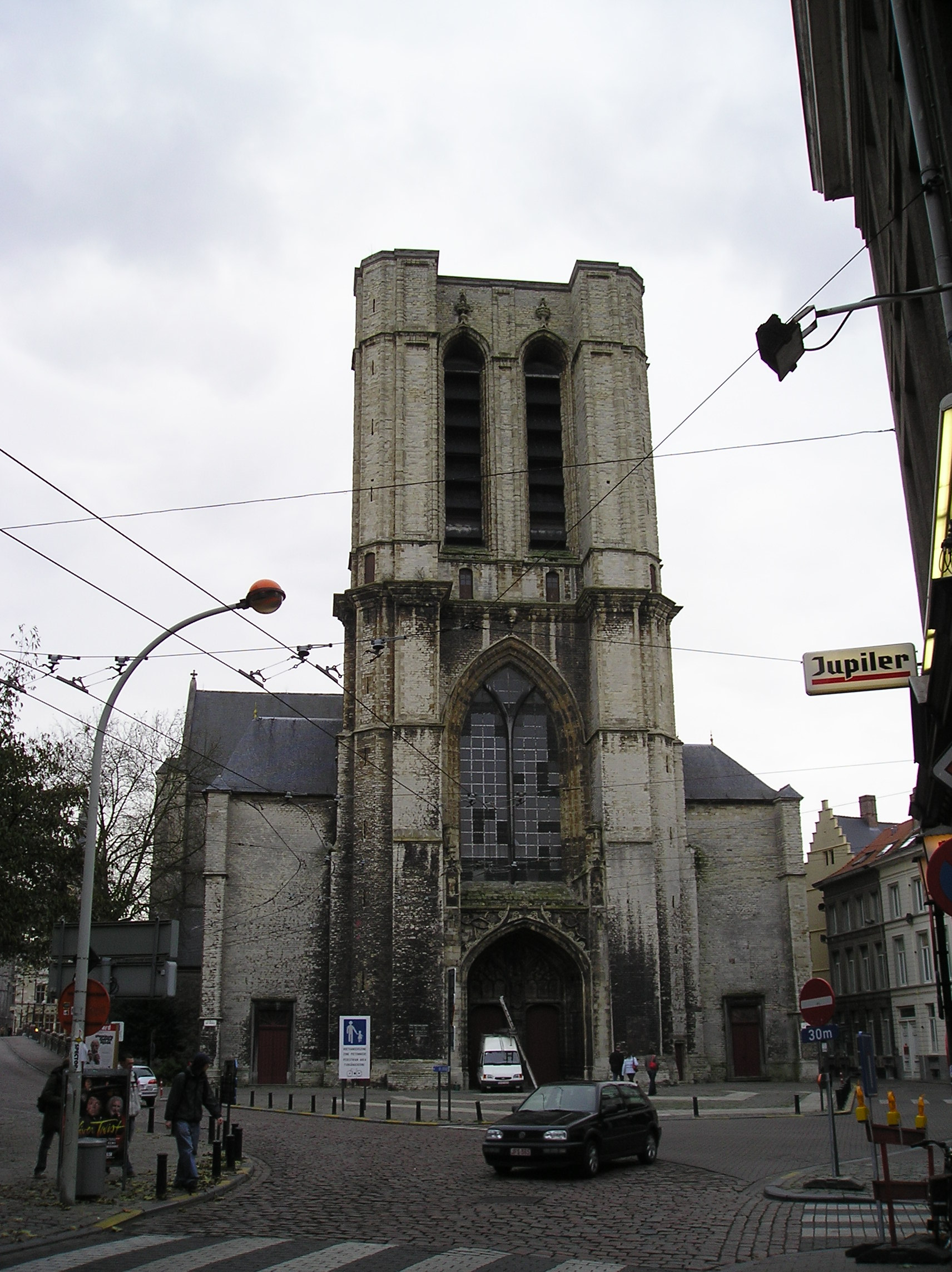
L'église Saint-Michel de Gand.

La construction de l’édifice actuel, qui avait été précédé, sur le même site, d’abord par une modeste chapelle, détruite par un incendie au début du XIIe siècle, puis par une église plus vaste, commença probablement en 1440, et se déroula en deux phases, séparées par une longue interruption.
Lors de la première phase, aux xve et xvie siècles, fut érigée la partie occidentale de l’édifice, à savoir le clocher, la nef à trois vaisseaux, et le transept, achevés en 1530, cependant que se poursuivait la construction du clocher, qui en 1566, année de l'iconoclasme, avait atteint deux niveaux.
Ensuite, en raison des guerres de religion, non seulement les travaux s’interrompirent, mais, en sus des pillages et déprédations habituelles, le chevet de l’église fut démoli en 1579, sous le régime calviniste.
Après cette période difficile, de 1623 à 1659, sous le gouvernorat de l'infante Isabelle et de l archiduc Albert puis de leurs successeurs, l’on reconstruisit le chœur et les absidioles, mais, faute de moyens financiers, l’on renonça à achever le clocher, et la haute flèche en style gothique brabançon, dessinée à l’instar de la grande tour de la cathédrale d'Anvers par l’architecte Lievin Cruyl (en) en 1662, ne fut jamais réalisée, la tour restant à l’état d’ébauche, basse et comme tronquée.
Selon la tradition chrétienne, en 1908, l'église abritait encore une relique de la "Sainte Épine", c'est-à-dire une épine de la couronne d'épines que porta Jésus de Nazareth avant sa crucifixion qui est toujours conservée dans la cathédrale Notre-Dame de Paris.

## Patrimoine
L’église possède un riche mobilier, comprenant notamment un autel et une chaire de vérité néogothiques, des confessionnaux baroque, rococo et néoclassique, plusieurs statues du XVIIIe siècle et de nombreuses peintures baroques, dont un Christ agonisant sur la croix d’Antoine Van Dyck et des toiles de De Crayer et de Philippe de Champaigne. La guilde des taverniers y avait ses quartiers jusqu’à la fin du XVIIIe siècle.

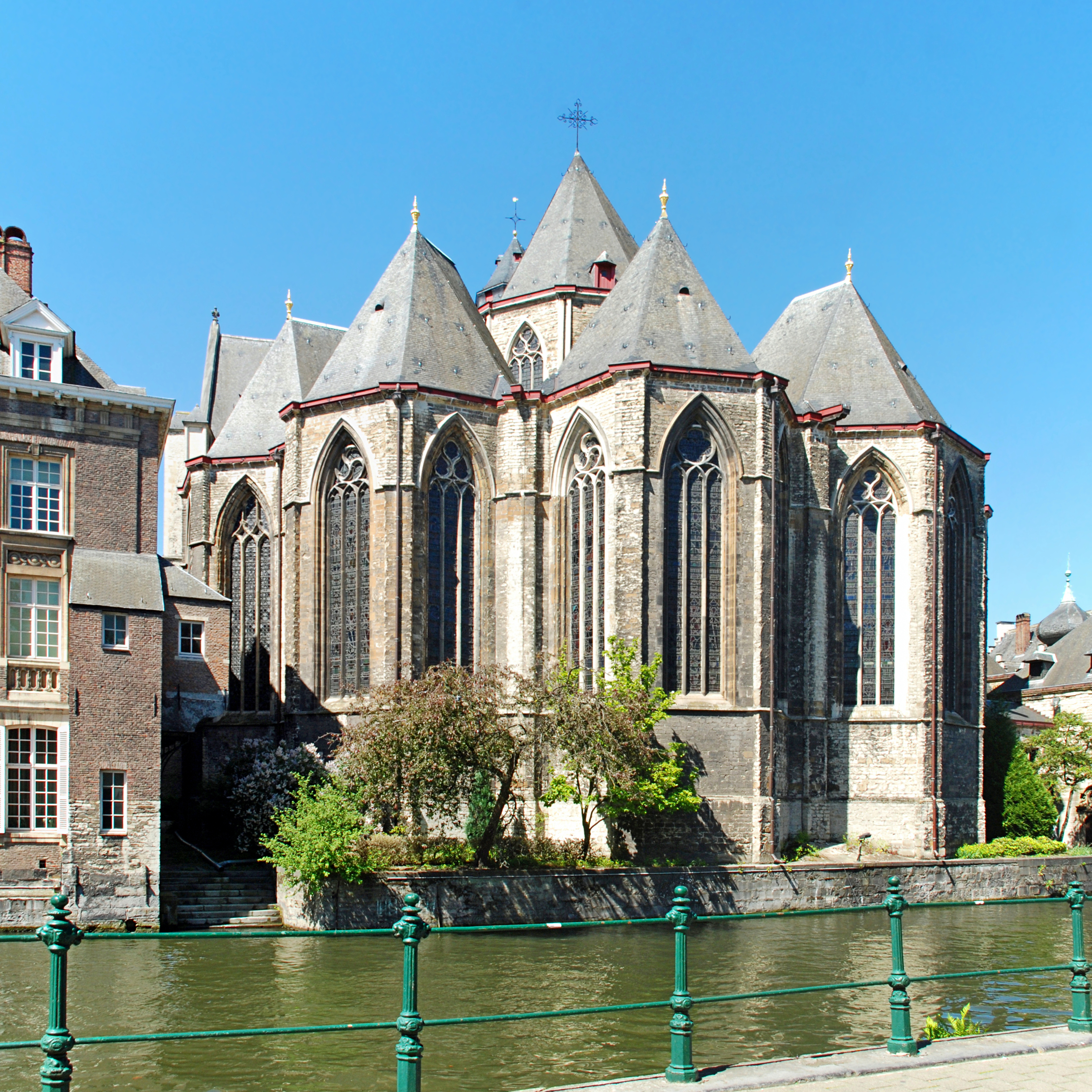
Le chevet.

## Index des artistes
Liste des artistes ayant travaillé à l'église Saint-Michel, ou dont une œuvre s'y trouve:
- Gaspard de Crayer (1584-1669), peintre.
- Philippe de Champaigne (1602-1674), peintre.
- Jan Boeckhorst (1604-1668), peintre.